# Залізний потік (притока Гнильця)
Залізний потік (словац. Železný potok) — річка в Словаччині, ліва притока Гнильця, протікає в округах Списька Нова Весь і Ґелниця
Довжина — 15.5 км. Витік знаходиться в масиві Воловські гори — на висоті 1180 метрів. Протікає територією сіл Гнілчик і Налепково.
Впадає у Гнилець  на висоті 517 метрів.